# Proceso artesanal
Un proceso artesanal es un proceso manual donde no se requiere el uso de tecnología avanzada, sino el uso de la técnica o la práctica que en algunos casos se ha heredado de generación en generación. 

Ejemplos:
- Alfarería: Es el arte de elaborar objetos de barro o arcilla.
- Carpintería: Es el arte donde se trabajan tanto la madera como sus derivados.
- Bordado: Es el arte que consiste en la ornamentación por medio de hebras textiles, de una superficie flexible.
- Herrería: Es el arte donde se crean objetos con hierro o aluminio.
- Cerámica: Es el arte de fabricar vasijas y otros objetos de arcilla u otro material cerámico por acción del calor, es decir cocida a una temperatura superior a los 400 o 500 grados. El resultado es una diversa variedad de piezas u objetos de terracota —o alfarería «de basto»—, de loza y del conjunto de porcelanas.

Es un proceso manual en el que no se utiliza ninguna tecnología avanzada. En  este proceso no se utilizan materiales químicos ni industriales, sólo materias como la seda, piel, hierro, etc.
- Datos: Q16622247